# Au printemps (album)
Albums de Jacques Brel
Quand on n'a que l'amour
(1957) La valse à mille temps
(1959)
Singles
1. La lumière jaillira
Sortie : avril 1958
2. Voir
Sortie : décembre 1958

Au printemps est le troisième album de Jacques Brel, il sort en 1958.

## Liste des titres
Textes et musiques : Jacques Brel, sauf indication contraire. 
| 1. | Demain l'on se marie (la Chanson des fiancés) |                                | 2:32 |
| 2. | Au printemps                                  |                                | 2:39 |
| 3. | Je ne sais pas                                |                                | 3:07 |
| 4. | Le Colonel                                    | Jacques Brel & Gaby Wagenheim  | 3:11 |
| 5. | Dors ma mie                                   | Jacques Brel & François Rauber | 3:43 |

| 6.  | La lumière jaillira            | 2:57 |
| 7.  | Dites, si c'était vrai (Poème) | 1:34 |
| 8.  | L'Homme dans la cité           | 2:22 |
| 9.  | Litanies pour un retour        | 2:09 |
| 10. | Voici                          | 2:44 |

La réédition CD de 2003 ajoute les bonus suivants :
| No  | Titre                                    | Durée |
| --- | ---------------------------------------- | ----- |
| 11. | Voir (extrait EP 1958)                   | 2:20  |
| 12. | L'Aventure (extrait EP 1958)             | 2:35  |
| 13. | Dites, si c'était vrai (extrait EP 1956) | 1:28  |

## Musiciens
- Janine de Waleyne : voix (piste 1, non créditée)
- Chœur « La Joie au village » (pistes 11 & 12)

## Crédits
- Arrangements et direction d'orchestre : André Popp (pistes 1, 4, 7, 10, 13), François Rauber (pistes 2, 3, 8, 9, 11, 12)
- Prise de son : ?
- Production exécutive : Jacques Canetti
- Photographie pochette : Henri Guilbaud